# Hibiscus sulfuranthus
Hibiscus sulfuranthus är en malvaväxtart som beskrevs av Oskar Eberhard Ulbrich. Hibiscus sulfuranthus ingår i Hibiskussläktet som ingår i familjen malvaväxter. Inga underarter finns listade i Catalogue of Life.